# Liste der Biografien/Sad
Liste der Biografien |
Portal Biografien |
Personensuche
# |
A |
B |
C |
D |
E |
F |
G |
H |
I |
J |
K |
L |
M |
N |
O |
P |
Q |
R |
S |
T |
U |
V |
W |
X |
Y |
Z |
?
 
Sa |
Sb |
Sc |
Sd |
Se |
Sf |
Sg |
Sh |
Si |
Sj |
Sk |
Sl |
Sm |
Sn |
So |
Sp |
Sq |
Sr |
Ss |
St |
Su |
Sv |
Sw |
Sy |
Sz
 
Saa |
Sab |
Sac |
Sad |
Sae |
Saf |
Sag |
Sah |
Sai |
Saj |
Sak |
Sal |
Sam |
San |
Sao |
Sap |
Saq |
Sar |
Sas |
Sat |
Sau |
Sav |
Saw |
Sax |
Say |
Saz
Die Liste der Biografien führt alle Personen auf, die in der deutschsprachigen Wikipedia einen Artikel haben. Dieses ist eine Teilliste mit 346 Einträgen von Personen, deren Namen mit den Buchstaben „Sad“ beginnt.

## Sad
- Sad (* 1977), Schweizer Musikproduzent und Rapmusiker
- Saʿd ibn Abī Waqqās (595–674), Wegbegleiter des Propheten Mohammed
- Saʿd ibn Muʿādh, Anführer des Stammes Banu Aus
- Saʿd ibn ʿUbāda († 636), Anführer des arabischen Stammes der Banu Chazradsch
- Saʿd, Abu Nasr († 1465), Emir von Granada (1454–1464)
- Saʿd, Ahmad (1945–2010), israelisch-arabischer Journalist und Politiker

### Sada
- Sada, Giò (* 1989), italienischer Popsänger
- Sada, Keiji (1926–1964), japanischer Schauspieler
- Sada, Sōtarō (* 1984), japanischer Fußballspieler
- Sada, Tokuhei (1909–1933), japanischer Schwimmer
- Sada, Víctor (* 1984), spanischer Basketballspieler
- Sadaat, Sayed Ahmad Shah (* 1971), afghanischer Politiker
- Sadaat, Umar (* 1995), pakistanischer Leichtathlet
- Sádaba Pérez, Jesús Esteban (* 1941), spanischer Ordensgeistlicher und emeritierter Apostolischer Vikar von Aguarico
- Sadai, Yizhak (1935–2019), israelischer Komponist und Musikpädagoge
- Sadak, Necmettin (1890–1953), türkischer Diplomat, Politiker, Außenminister
- Sadakane, Hiroko (* 1986), japanische Shorttrackerin
- Sadakow, Ajan (1961–2017), bulgarischer Fußballspieler und -trainer
- Sadala, Ofirney (* 1973), brasilianischer Politiker
- Sadamoto, Yoshiyuki (* 1962), japanischer Künstler, Mangaka, Charakter-Designer
- Sadamune, japanischer Schwertschmied
- Sadamune, Kentarō (* 1986), japanischer Eishockeyspieler
- Sadanand, Naimpalli (* 1946), indischer Tablaspieler
- Sadanoumi, Takashi (* 1987), japanischer Sumōringer in der Makuuchi-Division
- Sadanoyama, Shinmatsu (1938–2017), japanischer Sumōringer, 50. Yokozuna und Vorsitzender des japanischen Sumōverbands
- Sadar, Cilka (* 1991), slowenische Snowboarderin
- Sadaskano, Kuschana-Prinz
- Sadat, Anwar as- (1918–1981), ägyptischer StaatsmannAnwar as-Sadat (1918–1981)

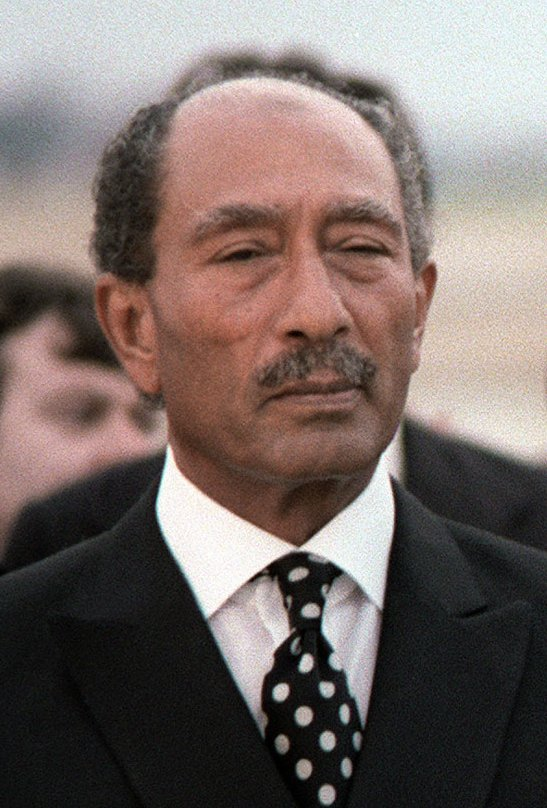
Anwar as-Sadat (1918–1981)

- Sadat, Dschihan as- (1933–2021), ägyptische First Lady
- Sadat, Fareed (* 1998), afghanisch-finnischer Fußballspieler
- Sadat, Roya (* 1983), afghanische Filmregisseurin und Drehbuchautorin
- Sadat, Shahrbanoo (* 1990), afghanischstämmige Filmregisseurin und Drehbuchautorin
- Sadathashemi, Elham (* 2001), iranische Kugelstoßerin
- Sadatomi, Nobuhiro (* 1979), japanischer Fußballspieler
- Sadatsuna, japanischer Schwertschmied
- Sadaune, Florence (* 1965), französische Kostümbildnerin
- Šadauskis, Dainius (* 1964), litauischer Politiker, Bürgermeister
- Sadauskis, Tadas (* 1996), litauischer Politiker

### Sadd
- Sadd Brown, Myra (1872–1938), englisch-britische Suffragette und Internationalistin
- Saddik, Wafaa el- (* 1950), ägyptische Ägyptologin
- Saddiki, Driess (* 1996), niederländischer Fußballspieler
- Saddington, Nigel (1965–2019), englischer Fußballspieler
- Saddington, Wendy (1949–2013), australische Jazz-Sängerin
- Šaddītu, Königin von Assyrien
- Saddler, Alexis (* 1980), Fußballspieler von St. Kitts und Nevis
- Saddler, Sandy (1926–2001), US-amerikanischer Boxer
- Sadduk, jüdischer Rebell gegen die Römer

### Sade
- Sadé, Alma (* 1981), israelische Sopranistin im Fach Soubrette
- Sade, Hugues II. de, französischer Adliger
- Sade, Jacques-François-Paul-Aldonce de (1705–1778), französischer Literat, Libertin und Adliger
- Sade, Jean-Baptiste de (1633–1707), französischer Adliger aus dem Hause Sade
- Sade, Jean-Baptiste-François-Joseph de (1702–1767), französischer Diplomat und Offizier
- Sade, Marquis de (1740–1814), französischer Adliger und AutorMarquis de Sade (1740–1814)

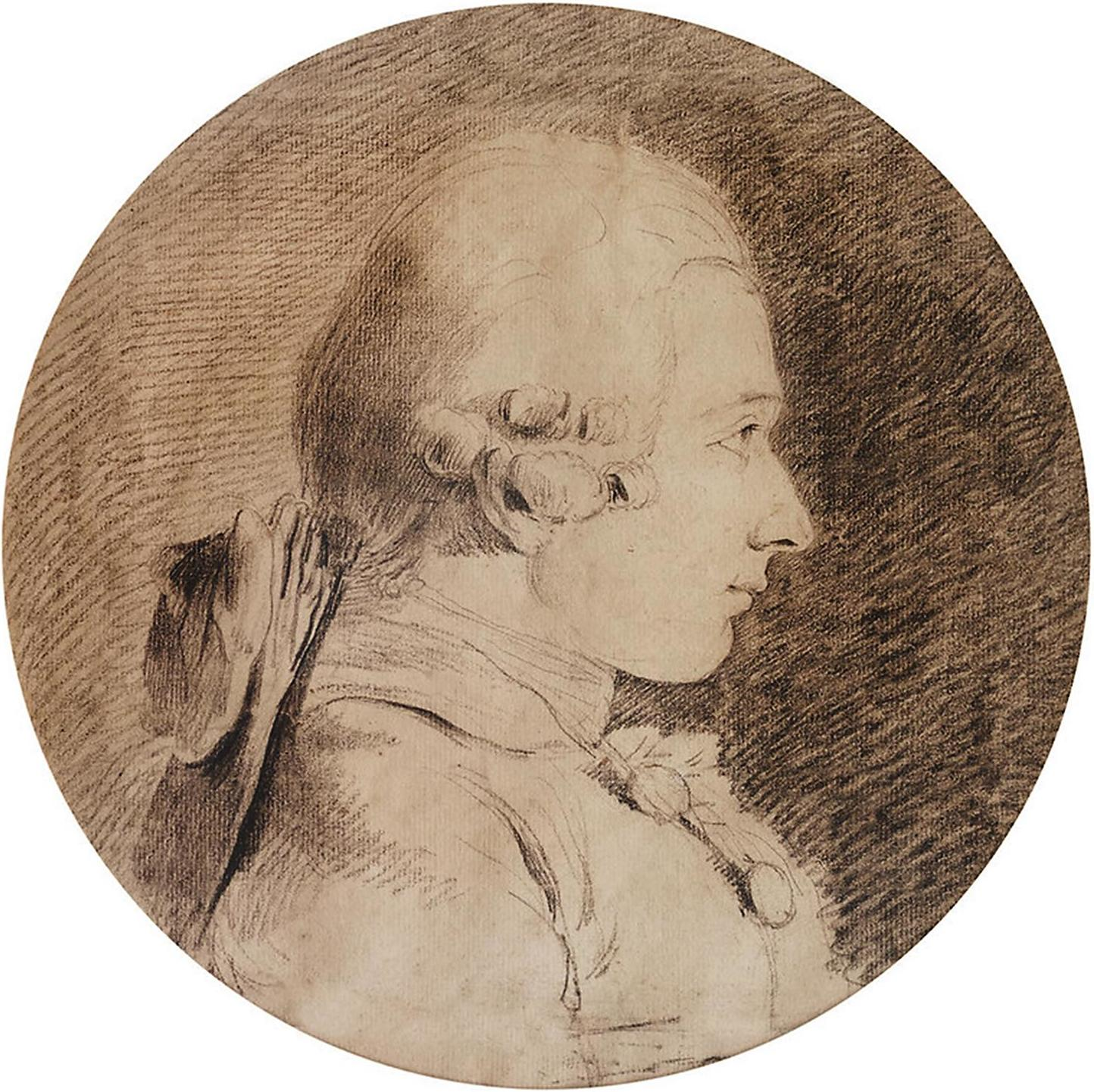
Marquis de Sade (1740–1814)

- Sade, Paul de, französischer Adliger und Bischof von Marseilles
- Sade, Richard de († 1663), französischer Adliger aus dem Hause Sade
- Sade, RuDee (* 1986), US-amerikanische Schauspielerin
- Sade, Tanc (* 1980), australischer Schauspieler
- Sadebeck, Alexander (1843–1879), deutscher Mineraloge und Geologe
- Sadebeck, Friedrich (1741–1819), deutscher Weißgerber und Textilkaufmann
- Sadebeck, Moritz (1809–1885), deutscher Lehrer, Mathematiker und Geodät
- Sadebeck, Richard (1839–1905), deutscher Lehrer und Botaniker
- Sádecká, Rebeka (* 1999), slowakische Eishockeyspielerin
- Sadeckas, Alvydas (* 1949), litauischer Politiker und Polizeikommissar
- Sadeckas, Darius (* 1979), litauischer Politiker, stellvertretender Finanzminister
- Sadecky, Alexander (* 1987), Schweizer Tennisspieler
- Sádecký, Boris (1997–2021), slowakischer Eishockeyspieler
- Sadecky, Thomas, Schweizer Tischtennisspieler
- Sadedin, Suzanne, australische Evolutionsbiologin
- Sadée, Philip (1837–1904), niederländischer Maler der Haager Schule
- Sadeghi, Ahmad-Reza, deutscher Informatiker und Hochschullehrer
- Sadeghi, Arash, iranischer Menschenrechtsaktivist und politischer Gefangener
- Sadeghi, Naser (* 1964), iranischer Fußballspieler
- Sadeh, königliche Dame im Umfeld von Mentuhotep II.
- Sadeh, Ibrahim (* 2000), jordanischer Fußballspieler
- Sadeh, Jitzchak (1890–1952), israelischer General
- Sadeh, Pinchas (1929–1994), israelischer Schriftsteller und Lyriker
- Sadeikienė, Joana Danguolė (* 1936), litauische Politikerin, Mitglied des Seimas
- Šadeiko, Grete (* 1993), estnische Siebenkämpferin
- Šadeiko, Grit (* 1989), estnische Siebenkämpferin
- Sadek (* 1991), französischer Rapper
- Sadek, Farid (* 1983), deutscher Basketballspieler
- Sadek, Veronika (* 2003), slowenische Leichtathletin
- Sadel, Alfredo (1930–1989), venezolanischer Sänger und Schauspieler
- Sadelain, Michel (* 1960), Immunologe und Krebsforscher
- Sadeleer, Hugo de (* 1997), Schweizer Autorennfahrer
- Sadeler, Egidius († 1629), flämischer Maler und Kupferstecher
- Sädeler, Hinrich (1626–1699), deutscher Goldschmied
- Sadelher, Malick (* 1965), nigrischer Beamter und Politiker
- Sädenow, Jerschan (* 1968), kasachischer Politiker
- Sadeqi, Amir Hossein (* 1981), iranischer Fußballspieler
- Sadeqi, Hussein (* 1961), iranischer Diplomat
- Sadeqi, Mohammad (* 2004), österreichischer Fußballspieler
- Sadequain (1930–1987), pakistanischer Maler und Kalligraf
- Sader, Elke (* 1955), österreichische Politikerin (SPÖ), Landtagsabgeordnete
- Sader, Emir (* 1943), brasilianischer Soziologe
- Sader, Jörg (* 1945), deutscher Autor
- Sader, Manfred (1928–2006), deutscher Psychologe und Gestalttheoretiker
- Sader, Manfred (1936–2009), deutscher Politiker
- Saderazki, Wsewolod Petrowitsch (1891–1953), russischer Komponist und Pianist
- Sadewater, Gabriele (* 1963), deutsche Badmintonspielerin

### Sadg
- Sadger, Isidor (1867–1942), österreichischer Arzt und Psychoanalytiker

### Sadh
- Sadhguru (* 1957), indischer Guru, Yogi und AutorSadhguru (* 1957)

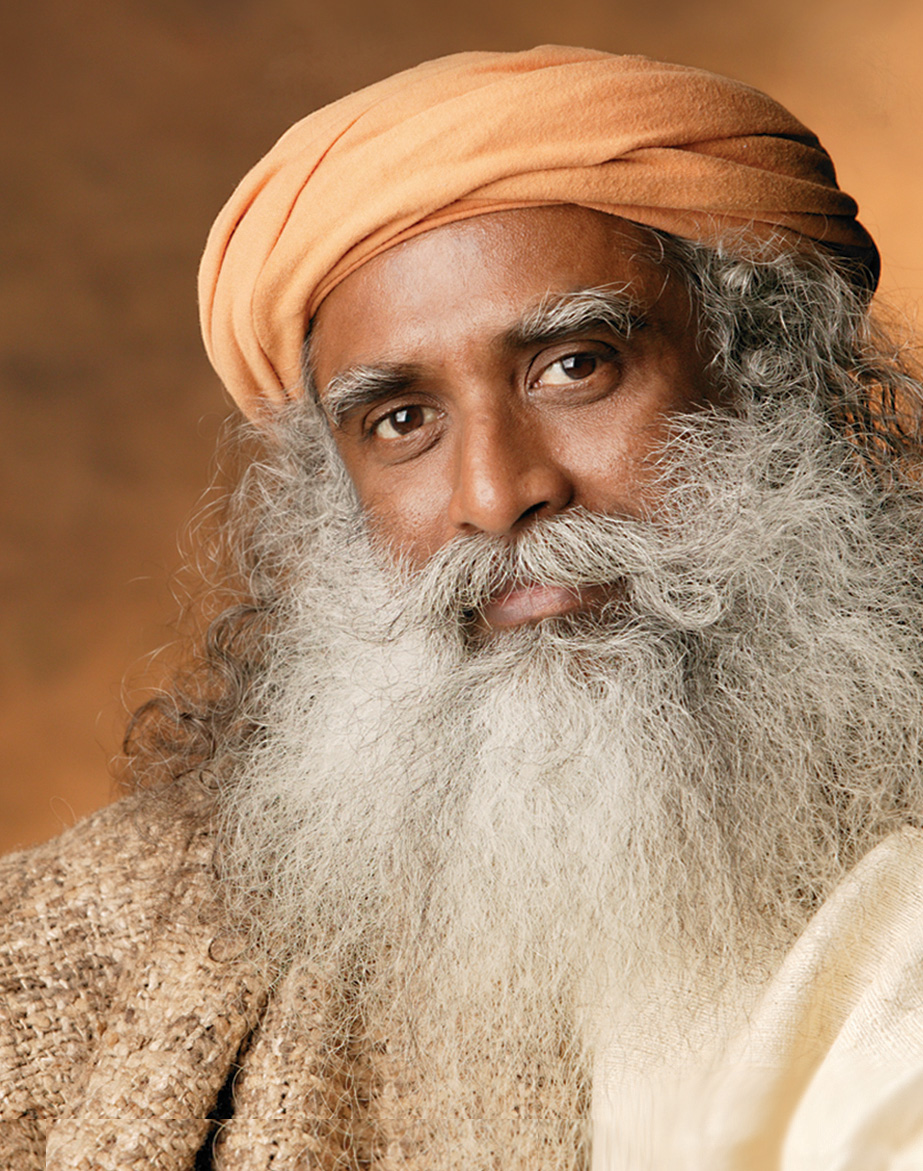
Sadhguru (* 1957)

- Sadhishkumar, Yelandran, sri-lankischer Fußballspieler
- Sadhu, Mouni (1897–1971), polnisch-australischer Autor von spiritueller, mystischer und esoterischer Literatur
- Sadhwani, Raunak (* 2005), indischer Schachspieler

### Sadi
- Saʿdī, ʿAbd ar-Rahmān as- (1889–1956), islamischer Lehrer
- Saʿdī, ʿAlī Sālih as- (1928–1977), irakischer Politiker
- Sadi, Fats (1927–2009), belgischer Jazz-Vibraphonist, Schlagzeuger, Sänger und Komponist
- Sadi, Mahbubur Rob (1942–2016), bengalischer Militär und Politiker
- Sadi-Lecointe, Joseph (1891–1944), französischer Pilot
- Sadick, Mujaid (* 2000), spanischer Fußballspieler
- Sadie, Stanley (1930–2005), britischer Musikwissenschaftler und Musikkritiker
- Sadigh-es-Saltaneh, Abdul Ali Khan (* 1876), persischer Diplomat
- Sadigursky, Sam (* 1979), US-amerikanischer Jazzmusiker
- Sadijew, Samariddin (1918–1983), tadschikischer Schauspieler
- Sadijew, Schuhrat (* 1954), tadschikischer Historiker
- Sadik, Berat (* 1986), finnisch-nordmazedonischer Fußballspieler
- Sadik, Dardan (* 1990), kosovarisch-schweizerischer Schauspieler
- Sadik, Mirwais († 2004), afghanischer Politiker
- Sadik, Omowunmi (* 1964), nigerianische Chemikerin und Erfinderin
- Sadiki, Abdelatif (* 1999), marokkanischer Mittelstreckenläufer
- Sadiki, Walentin (* 1999), russischer Schauspieler
- Sadikin, Ali (1927–2008), indonesischer Politiker
- Sadikova, Feruza (* 2002), usbekische Taekwondoin
- Sadikovic, Amra (* 1989), Schweizer Tennisspielerin
- Sadikovic, Azis (* 1983), österreichischer Dirigent
- Sadiković, Ćazim (1935–2020), jugoslawischer bzw. bosnischer Politikwissenschaftler und Rechtswissenschaftler
- Sadikow, Maksud Ibnugadscharowitsch (1963–2011), russischer Islamwissenschaftler
- Sadiku, Armando (* 1991), albanischer Fußballspieler
- Sadiku, Donjeta (* 1999), kosovarische Boxerin
- Sadiku, Driton (* 1982), deutsch-kosovarischer Drehbuchautor
- Sadiku, Elena (* 1993), kosovo-albanisch-schwedische Fußballspielerin
- Sadiku, Loret (* 1991), schwedischer Fußballspieler
- Sadiku, Qerim (1919–1946), albanischer Märtyrer
- Sadiku, Sherif (* 1998), albanischer Fußballspieler
- Sadil, Josef (1919–1971), tschechoslowakischer Fachredakteur bei einem Verlag, Astronom und Freizeit-Myrmekologe
- Sadil, Meinrad (1864–1943), österreichischer Benediktiner, Schriftsteller und Schulmann
- Sadila-Mantau, Hans Heinz (1896–1986), österreichischer Journalist, Schriftsteller und nationalsozialistischer Kulturfunktionär
- Sadílek, Lukáš (* 1996), tschechischer Fußballspieler
- Sadílek, Michal (* 1999), tschechischer Fußballspieler
- Sadimba, Reinata (* 1945), mosambikanische Keramikerin und Bildhauerin
- Sadina, Arthur (1881–1971), deutscher Politiker (SPD), MdA
- SadiQ (* 1988), deutscher Rapper
- Sadiq Ali (1910–2001), indischer Politiker, Rajya Sabha-Mitglied, Vizegouverneur und Gouverneur
- Sadiq Khan († 1782), Schah von Persien aus der Dynastie der Zand-Prinzen
- Sadiq Muhammad Khan I. († 1746), Nawab von Bahawalpur
- Sadiq, Ghazi († 2012), Minister des Sudan
- Sadiq, Hussein al- (* 1973), saudi-arabischer Fußballtorhüter
- Sadiq, Muhammad (1917–1991), ägyptischer Verteidigungsminister und Generaloberst
- Sadiq, Muhammad (* 1934), pakistanischer Boxer
- Sadiq, Nariman (1933–2005), ägyptische KöniginNariman Sadiq (1933–2005)

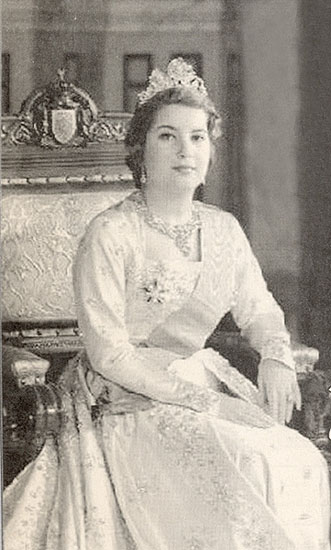
Nariman Sadiq (1933–2005)

- Sadiq, Soha (* 1998), indische Tennisspielerin
- Sadiq, Umar (* 1997), nigerianischer Fußballspieler
- Sadiq, Yousif Mohammed, kurdischer Politiker und Wissenschaftler im Irak
- Sadiq-Esfandiari, Abdol-Hossein (* 1896), iranischer Diplomat
- Sadıqov, Çingiz (1929–2017), aserbaidschanischer Pianist
- Sadıqov, Hüseynağa (1914–1983), sowjetischer Schauspieler
- Sadıqov, Rəşad (* 1982), aserbaidschanischer Fußballspieler
- Sadıqzadə, Ümmügülsüm (1899–1944), aserbaidschanische Dichterin
- Sadis, Laura (* 1961), Schweizer Politikerin
- Sadissou, Yahouza (* 1966), nigrischer Journalist und Politiker
- Sadistik, amerikanischer Alternative-Hip-Hop-Musiker
- Sadıxov, Yusif (1918–1971), sowjetischer Unteroffizier
- Şadiye Sultan (1886–1977), osmanische Prinzessin
- Saʼdiyev, Yodgor (* 1946), usbekisch-sowjetischer Schauspieler und Regisseur

### Sadj
- Sadjak, Franz (* 1964), österreichischer Fußballspieler
- Sadjak, Marian (* 1972), österreichischer Fußballspieler
- Sadji, Abdoulaye (1910–1961), senegalesischer Schriftsteller französischer Sprache
- Sadjo, Babetida (* 1983), belgische Schauspielerin, Regisseurin und Drehbuchautorin guineisch-bissauischer Herkunft

### Sadk
- Sadkauskas, Algirdas (1947–2013), litauischer Politiker, Mitglied des Seimas
- Sadkowa, Darja Andrejewna (* 2008), russische Eiskunstläuferin
- Sadkowitsch, Mikola (1907–1968), sowjetischer Filmregisseur, Drehbuchautor, Schriftsteller und Kulturfunktionär
- Sadkowska, Urszula (* 1984), polnische Judoka
- Sadkowsky, Alex (1934–2025), Schweizer Multimedia-Künstler, Fotograf, Maler, Zeichner, Grafiker, Fotograf, Performer und Autor

### Sadl
- Sadlak, Antoni (1908–1969), US-amerikanischer Politiker
- Sadleder, Barbara (* 1967), österreichische Skirennläuferin
- Sadleder, Karl (1838–1923), österreichischer Koleopterologe
- Sadleder, Karl (1883–1930), österreichischer Politiker und Kaufmann
- Sadler, Arthur Lindsay (1882–1970), australischer Japanologe, Professor für Oriental Studies
- Sadler, Barry (1940–1989), US-amerikanischer Soldat und SängerBarry Sadler (1940–1989)

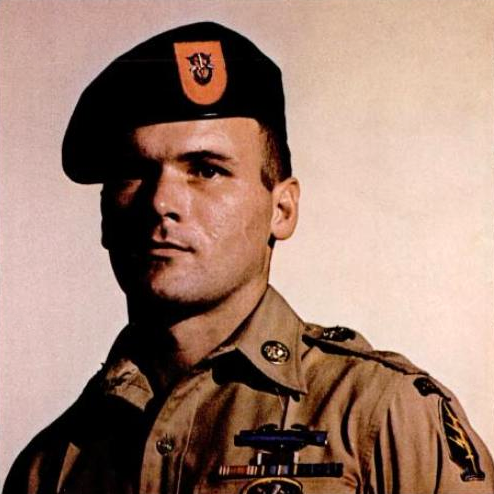
Barry Sadler (1940–1989)

- Sadler, Benjamin (* 1971), deutscher SchauspielerBenjamin Sadler (* 1971)

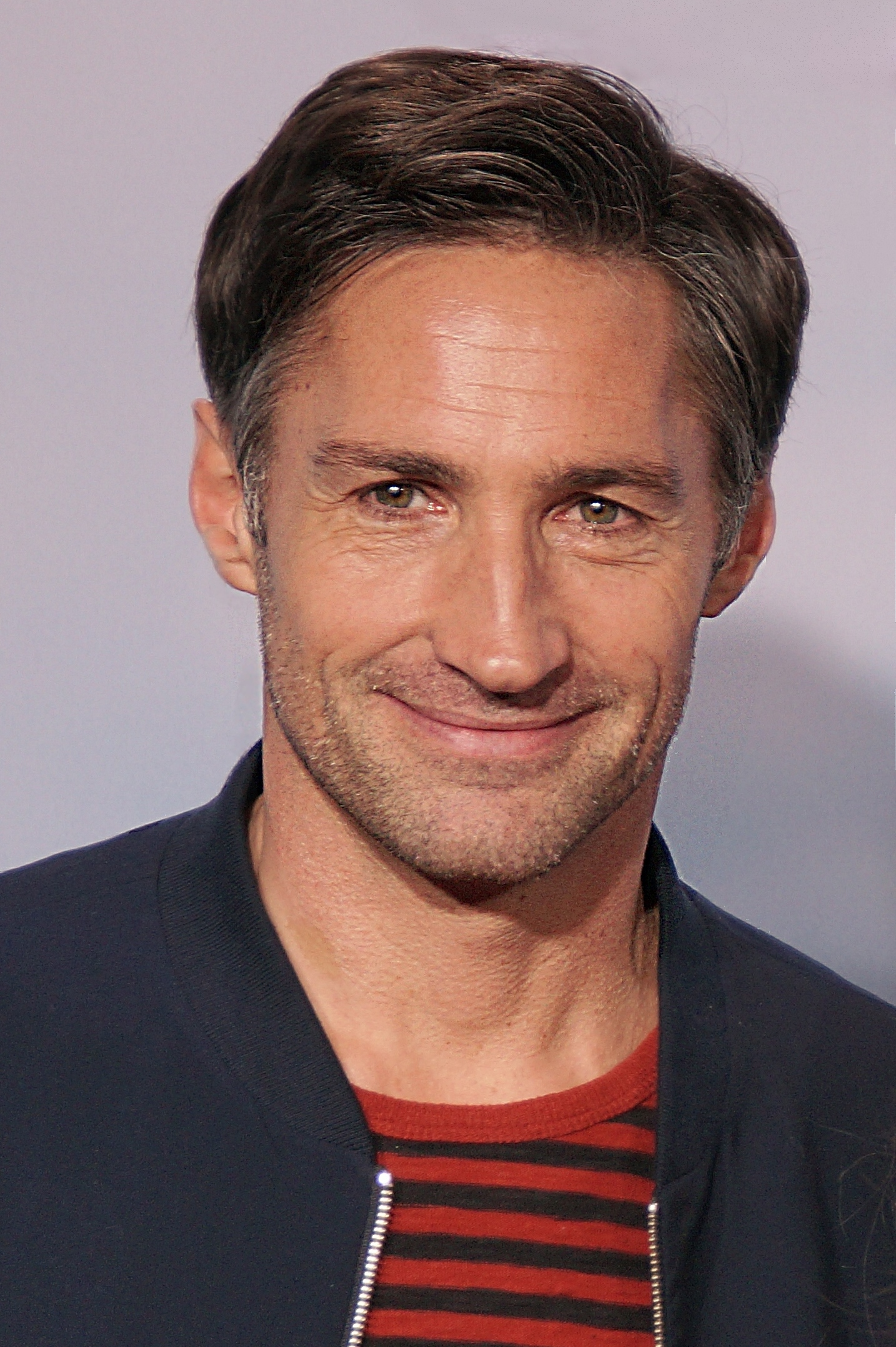
Benjamin Sadler (* 1971)

- Sadler, David (* 1946), englischer Fußballspieler
- Sadler, Gary (* 1962), britischer Radrennfahrer
- Sadler, Haskell (1935–1994), US-amerikanischer Bluessänger, Songwriter und Gitarrist
- Sadler, Henriette (* 1954), österreichische Autorin
- Sadler, Herbert J. (1894–1955), kanadischer Organist, Komponist und Musikpädagoge
- Sadler, Joseph (1791–1849), ungarischer Botaniker
- Sadler, Matthew (* 1974), englischer Schachgroßmeister
- Sadler, Michael (* 1954), britischer Sänger
- Sadler, Nicholas (* 1967), US-amerikanischer Schauspieler
- Sadler, Otto (1917–1992), deutscher Politiker (CDU der DDR), MdV
- Sadler, Peter (1941–2009), britischer Autorennfahrer
- Sadler, Reinhold (1848–1906), US-amerikanischer Politiker
- Sadler, Thomas William (1831–1896), US-amerikanischer Rechtsanwalt und Politiker
- Sadler, Vincent (* 2001), deutscher Fußballspieler
- Sadler, Walter Dendy (1854–1923), englischer Genremaler der Düsseldorfer Schule
- Sadler, William (* 1950), US-amerikanischer SchauspielerWilliam Sadler (* 1950)

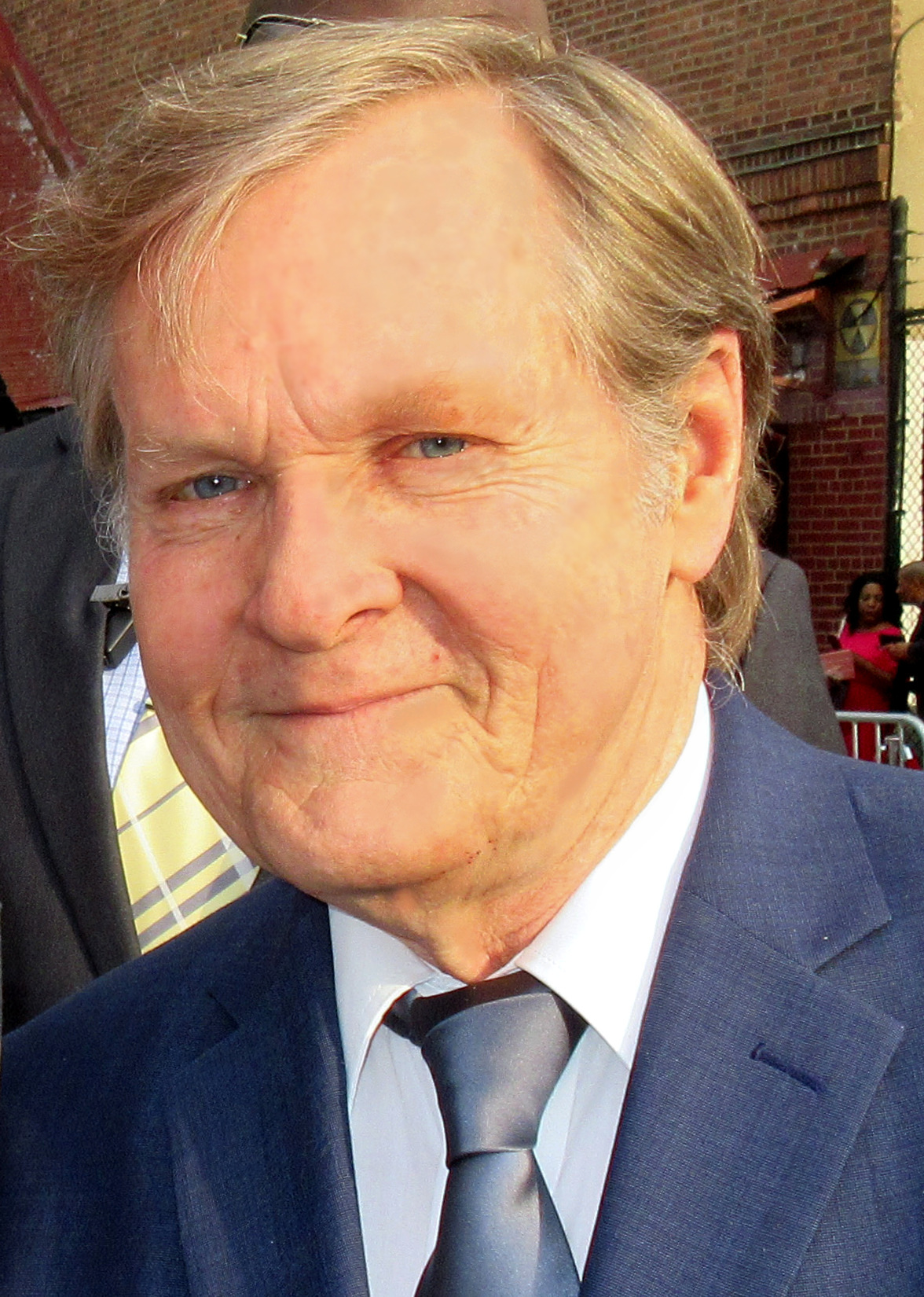
William Sadler (* 1950)

- Sadler, William S. (1875–1969), amerikanischer Chirurg, Psychiater und Autor
- Sadli, Mohammad (1922–2008), indonesischer Politiker
- Sadlier, Ross Allen (* 1955), australischer Herpetologe
- Sadlo, Christiane (* 1954), deutsche Drehbuchautorin, Dramaturgin und Journalistin
- Sádlo, Karel Pravoslav (1898–1971), tschechoslowakischer Cellist und Musikpädagoge
- Sadlo, Mike (* 1971), deutscher Fußballspieler und -trainer
- Sádlo, Miloš (1912–2003), tschechischer Violoncellist
- Sadlo, Peter (1962–2016), deutscher Schlagzeuger
- Sadlok, Maciej (* 1989), polnischer Fußballspieler
- Sadlon, Magdalena (* 1956), österreichische Schauspielerin und Schriftstellerin slowakischer Herkunft
- Sadlowski, Helmut (1929–2007), deutscher Fußballspieler
- Sadłowski, Władysław (1869–1940), polnischer Architekt, Vertreter des Historismus, Designer, Professor und Lehrer an der Fachhochschule Lemberg

### Sadn
- Sadnik, Linda (1910–1998), österreichische Slawistin
- Sadnik, Roman (* 1963), österreichischer Opernsänger (Tenor)

### Sado
- Sado (1735–1762), koreanischer Prinz und Thronfolger
- Sado, Besu (* 1996), äthiopische Mittelstreckenläuferin
- Sadó, Elisabet (* 1981), spanische Squashspielerin
- Sado, Fatuma (* 1991), äthiopische Marathonläuferin
- Sado, Paul (* 1978), US-amerikanischer Drehbuchautor, Regisseur und Schauspieler
- Sado, Yutaka (* 1961), japanischer Dirigent
- Sadoff, Fred (1926–1994), US-amerikanischer Schauspieler
- Sadofjew, Ilja Iwanowitsch (1889–1965), russischer sowjetischer Dichter und Übersetzer
- Sadok († 1260), Dominikaner
- Sadok Seli Soltan († 1328), türkisch-deutscher Offizier
- Sadok, Omrane (1937–2021), tunesischer Boxer
- Sadoleto, Jacopo (1477–1547), italienischer Kardinal
- Sadolin, Birgit (* 1933), dänische Schauspielerin
- Sadorana, Asiâjuk, grönländischer Landesrat
- Sadorf, Samuel (* 2000), deutscher Volleyballspieler
- Sadorina, Xenija Iwanowna (* 1987), russische Sprinterin
- Sadornow, Michail Michailowitsch (* 1963), russischer Ökonom
- Sadoroschna, Ljubow (* 1942), sowjetisch-ukrainische Radrennfahrerin
- Sadoroschnaja, Anastassija Sergejewna (* 1985), russische Schauspielerin und Sängerin
- Sadoroschnaja, Jelena Anatoljewna (* 1977), russische Mittelstrecken-, Langstrecken- und Hindernisläuferin
- Sadoroschny, Andrei Walerjewitsch (* 1973), russischer Mittelstreckenläufer
- Sadorow, Nikita Sergejewitsch (* 1995), russischer Eishockeyspieler
- Sadoski, Thomas (* 1976), US-amerikanischer Film- und TheaterschauspielerThomas Sadoski (* 1976)

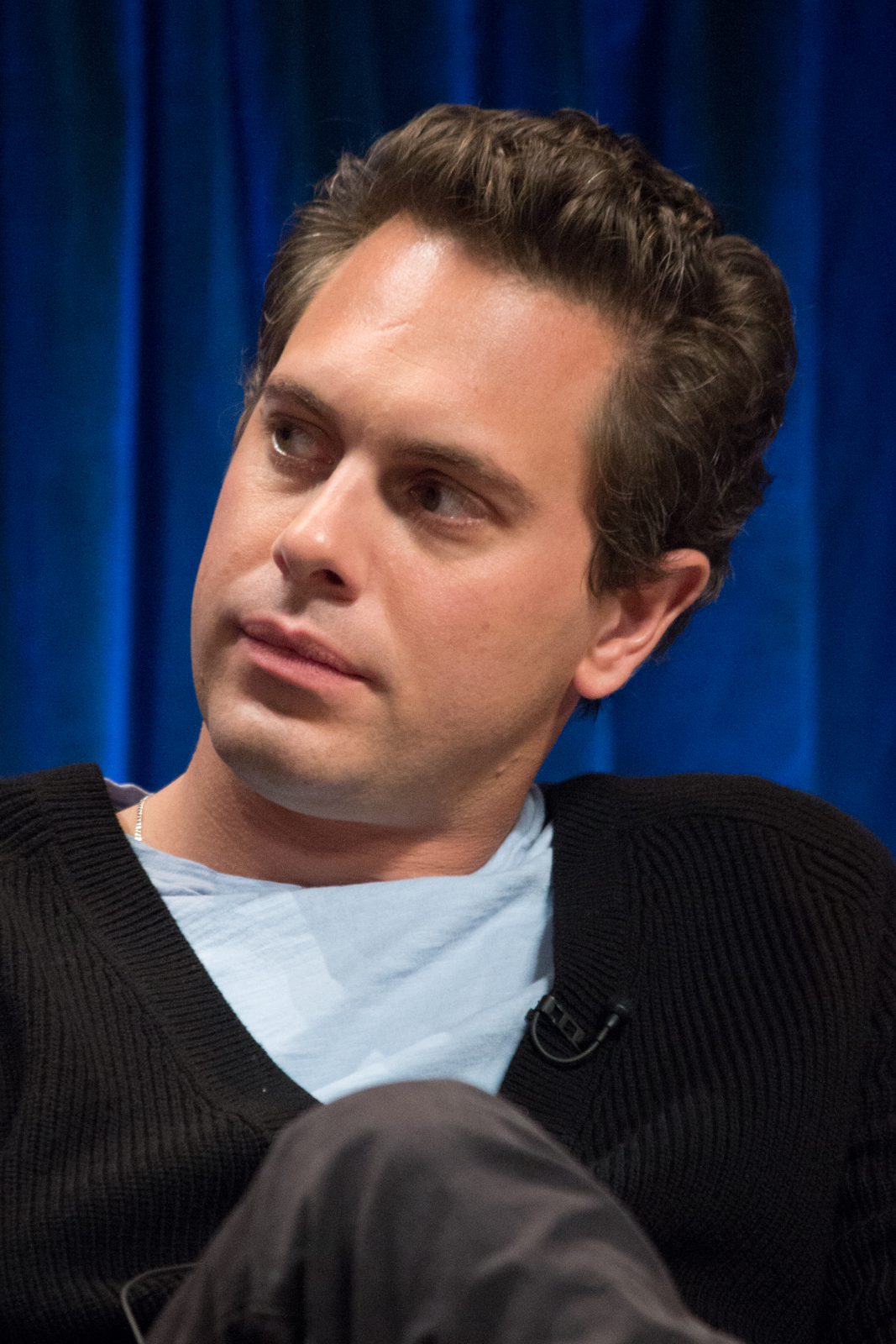
Thomas Sadoski (* 1976)

- Sadosky, Cora (1940–2010), argentinische Mathematikerin und Hochschullehrerin
- Sadosky, Manuel (1914–2005), argentinischer Mathematiker, Hochschullehrer und Politiker
- Sadoul, Georges (1904–1967), französischer Journalist
- Sadoul, Numa (* 1947), französischer Schauspieler und Schriftsteller
- Sadoulet, Bernard (* 1944), französischer Physiker
- Sadoulet, Elisabeth (* 1945), französisch-US-amerikanische Wirtschaftswissenschaftlerin
- Sadoun, Arthur (* 1971), französischer Geschäftsmann
- Sadoun, Medi (* 1973), französischer SchauspielerMedi Sadoun (* 1973)

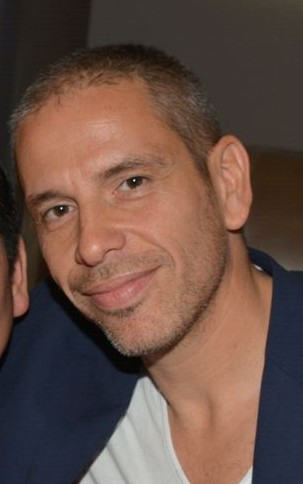
Medi Sadoun (* 1973)

- Sadoveanu, Mihail (1880–1961), rumänischer Schriftsteller und Politiker
- Sadović, Mirnel (* 1984), bosnisch-herzegowinischer Fußballspieler
- Sadovska, Mariana (* 1972), ukrainische Sängerin, Musikethnologin und Komponistin im Genre Weltmusik
- Sadovska, Neli (1943–2019), bulgarische Dichterin
- Sadovsky, Roman (* 1999), kanadischer Eiskunstläufer
- Sádovský, Štefan (1928–1984), tschechoslowakischer Politiker
- Sadowa, Natalja Iwanowna (* 1972), russische Diskuswerferin und Olympiasiegerin
- Sadowen, Oleksij (1857–1919), ukrainischer Mediziner und Universitätsrektor
- Sadowenko, Juri Eduardowitsch (* 1969), russischer Generaloberst und Oberkommandierender der Russischen Luft- und Weltraumkräfte
- Sadowicz, Dirk (* 1965), deutscher Fußballspieler
- Sadownick, Douglas, US-amerikanischer Psychologe und Autor
- Sadownikow, Dmitri Nikolajewitsch (1847–1883), russischer Dichter und Ethnograph
- Sadownikow, Sergei Konstantinowitsch (* 1982), russisch-belarussischer Biathlet
- Sadownikowa, Jekaterina (* 1980), russische Sopranistin
- Sadownitschi, Wiktor Antonowitsch (* 1939), russischer Mathematiker
- Sadownytscha, Olena (* 1967), ukrainische Bogenschützin
- Sadowska, Maria (* 1976), polnische Sängerin, Songwriterin, Komponistin, Drehbuchautorin und Regisseurin
- Sadowska, Sabrina (* 1964), Schweizer Balletttänzerin, Choreografin, Ballettdirektorin und Stifterin
- Sadowska-Barilotti, Marija (1855–1891), ukrainische Theaterschauspielerin und Sängerin (Sopran)
- Sadowskaja, Olga Alexandrowna (* 1980), russische Juristin und Menschenrechtsaktivistin
- Sadowskaja, Tatjana Kirillowna (* 1966), sowjetische Florettfechterin
- Sadowski, Dieter (* 1946), deutscher Ökonom
- Sadowski, Gabriele (* 1964), deutsche Chemikerin, Professorin für Thermodynamik in Dortmund
- Sadowski, George G. (1903–1961), US-amerikanischer Politiker
- Sadowski, Jonathan (* 1979), US-amerikanischer Schauspieler
- Sadowski, Michail Alexandrowitsch (1904–1994), russischer Geophysiker
- Sadowski, Michail Wissarionowitsch (* 1948), russischer Physiker und Hochschullehrer
- Sadowski, Wissarion Dmitrijewitsch (1908–1991), russischer Metallkundler und Hochschullehrer
- Sadowski, Wolfgang (* 1937), deutscher Gewichtheber und Berliner Kommunalpolitiker
- Sadowski, Zygmunt (1946–2003), polnischer Militär
- Sadowski-Synnott, Zoi (* 2001), neuseeländische Snowboarderin
- Sadowsky, Thorsten (* 1961), deutscher Kunsthistoriker
- Sadowskyj, Mykola (1856–1933), ukrainischer Theaterschauspieler Regisseur und Sänger
- Sadowskyj, Walentyn (1886–1947), ukrainischer Geograph, Ökonom, Politiker und Justizminister
- Sadowy, Jewgeni Wiktorowitsch (* 1973), russischer Schwimmer
- Sadowyj, Andrij (* 1968), ukrainischer Ingenieur, Bürgermeister von Lwiw, Parteivorsitzender
- Sadoyan, Isabelle (1928–2017), französische Kostümbildnerin und Schauspielerin

### Sadp
- Sadpara, Ali (* 1976), pakistanischer BergsteigerAli Sadpara (* 1976)

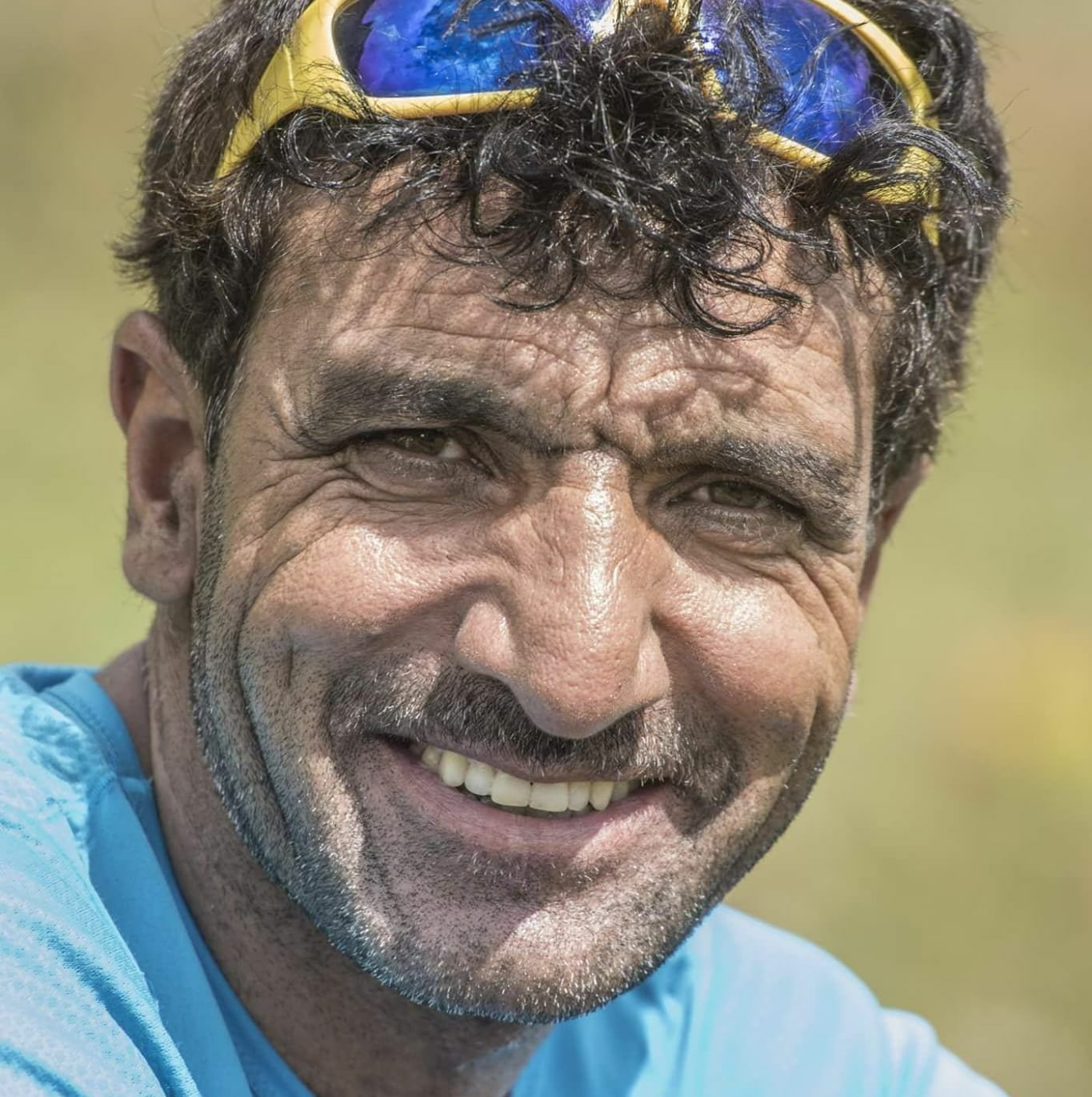
Ali Sadpara (* 1976)

### Sadr
- Sadr al-Din bin Saleh (1774–1848), iranischer Religionsgelehrter der Zwölfer-Schiiten
- Sadr Haghighian, Natascha (* 1967), iranisch-deutsche Installations- und Videokünstlerin
- Sadr ud-Din (1901–1981), Ahmadiyya-Missionar
- Sadr, Hamid (* 1946), iranisch-österreichischer Schriftsteller
- Sadr, Hussein Ismail Al-, schiitischer Geistlicher und Rechtsgelehrter
- Sadr, Mohsen (1866–1962), iranischer Politiker und Ministerpräsident des Iran
- Sadr, Muhammad Baqir as- (* 1935), irakischer Großajatollah und schiitischer Führer
- Sadr, Muhammad Muhammad Sadiq as- (1943–1999), schiitischer Führer im Irak
- Sadr, Muqtada as- (* 1973), irakischer Schiiten-FührerMuqtada as-Sadr (* 1973)

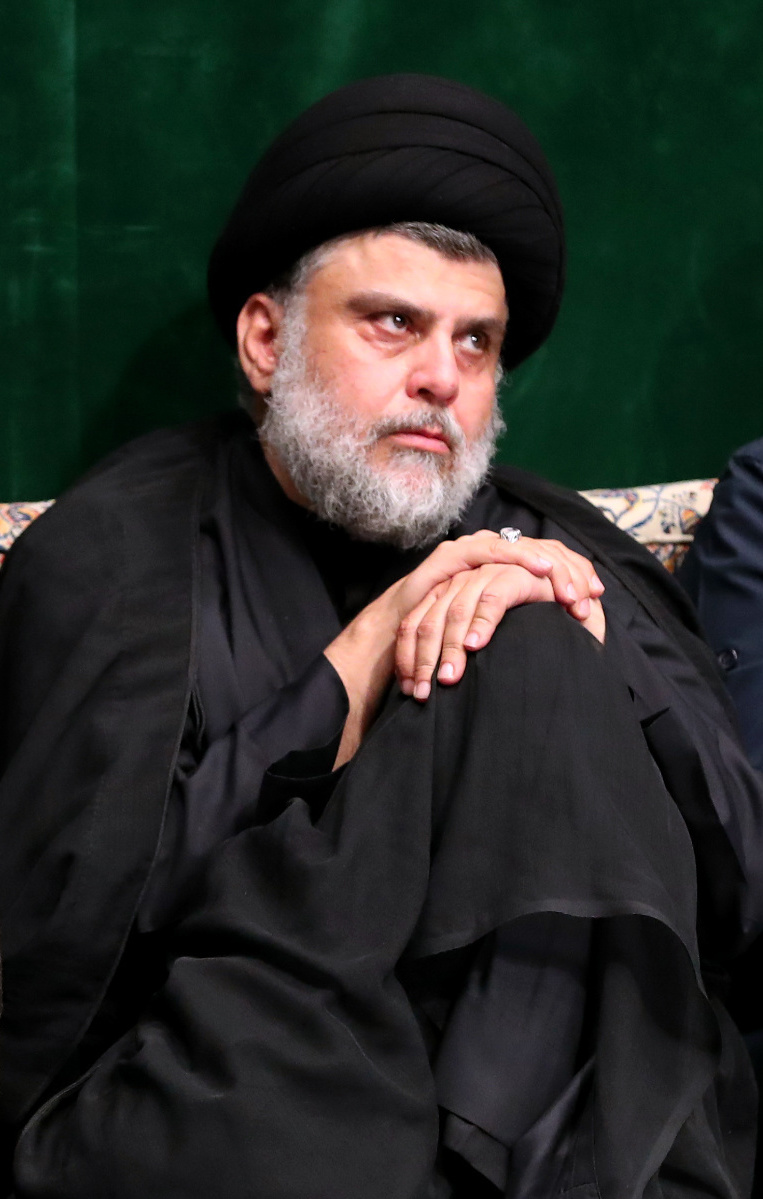
Muqtada as-Sadr (* 1973)

- Sadr, Musa as- (* 1928), geistliches Oberhaupt der libanesischen Schiiten
- Sadr, Shadi (* 1974), iranische Anwältin, Menschenrechtsaktivistin und Essayistin
- Sadre-Chirazi-Stark, Michael (* 1952), deutscher Facharzt für Psychiatrie und Psychotherapie
- Sadreidinowa, Raissa (* 1952), russisch-sowjetische Langstreckenläuferin
- Šadreika, Valerijonas (1938–1991), litauischer Jurist und Politiker, Mitglied des Seimas
- Sadrejew, Danil Marselewitsch (* 2003), russischer Skispringer
- Sadri, Cyrus (* 1970), deutscher Rundfunkmoderator
- Sadri, John (* 1956), US-amerikanischer Tennisspieler
- Sadri, Pujan (* 1993), deutscher Theater- und Filmschauspieler
- Sadrieh, Karim (* 1965), deutscher Wirtschaftswissenschaftler
- Sadrijaj, Bajram (* 1986), albanisch-serbisch-kosovarischer Fußballspieler
- Sadriu, Imran (* 1996), österreichischer Fußballspieler
- Sadriyeva, Zaynab (1914–1991), usbekisch-sowjetische Theater- und Filmschauspielerin
- Sadrozinski, Joachim (1907–1944), deutscher Widerstandskämpfer
- Sadrozinski, Jörg (* 1964), deutscher Redakteur, Leiter der Deutschen Journalistenschule
- Sadrudin, Pir, ismailitischer Missionar (dāʿī) und Sufi-Meister

### Sads
- Sadschādi, Mohammad (* 1961), iranischer Diplomat
- Sadschādi, Mohammad Ali (* 1957), iranischer Künstler
- Sadschaia, Micheil (* 1976), georgischer Fußballspieler
- Sadseljonau, Sjarhej (* 1976), belarussischer Eishockeyspieler
- SadSvit (* 2004), ukrainischer Synthiepop-Künstler und Singer-Songwriter

### Sadt
- Sadtler, Samuel Philip (1847–1923), US-amerikanischer Chemiker
- Sadtler, Siegfried (1914–1983), deutscher Ministerialbeamter
- Sadtschikowa, Ljubow Iwanowna (1951–2012), sowjetische Eisschnellläuferin

### Sadu
- Säduaqassow, Därmen (* 1979), kasachischer Schachmeister
- Säduaqassow, Nuraly (* 1964), kasachischer Politiker
- Säduaqassow, Smaghul (1900–1933), kasachisch-sowjetischer Politiker und Herausgeber
- Säduaqassowa, Dinara (* 1996), kasachische Schachspielerin
- Sadulajew, Abdul Halim (1967–2006), tschetschenischer Rebellenführer
- Sadulajew, Abdulraschid Bulatschewitsch (* 1996), russischer RingerAbdulraschid Bulatschewitsch Sadulajew (* 1996)

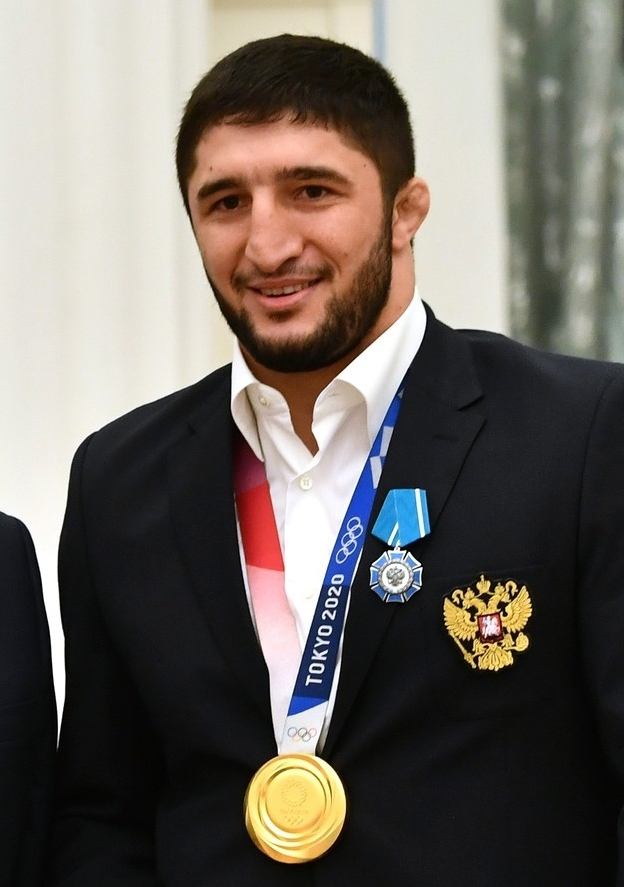
Abdulraschid Bulatschewitsch Sadulajew (* 1996)

- Sadulajew, Letschi Baimarsajewitsch (* 2000), russischer Fußballspieler
- Sadulajewa, Sarema (1974–2009), russische Bürgerrechtlerin
- Sadulaýew, Alişer (* 1997), turkmenische Sprinterin
- Sadullah Pascha (1838–1891), osmanischer Staatsmann und Diplomat
- Saʼdullayev, Alisher (* 1994), usbekischer Regierungsbeamter
- Saʼdullayev, Lutfulla (1940–2022), usbekisch-sowjetischer Schauspieler und Regisseur
- Saʼdullayeva, Safina (* 1998), usbekische Hochspringerin
- Saʿdūn as-Surunbāqī, maurischer Herrscher im Westen Andalusiens
- Sadūnaitė, Felicija Nijolė (1938–2024), litauische Nonne und Dissidentin
- Sadur, Nina Nikolajewna (1950–2023), sowjetische bzw. russische Dramaturgin und Schriftstellerin
- Sadurní, Salvador (* 1941), spanischer Fußballtorhüter
- Sadurska, Anna (1921–2004), polnische Archäologin
- Sadurski, Szczepan (* 1965), polnischer Satiriker, Karikaturist und Journalist
- Šadurskis, Kārlis (* 1959), lettischer Politiker (Vienotība), Mitglied der Saeima, MdEP

### Sady
- Sady K (* 1981), deutsch-türkischer Sänger
- Sadyattes I., König von Lydien; letzter König der Herakleiden-Dynastie
- Sadyattes II., König von Lydien aus der Mermnaden-Dynastie
- Sadybekow, Ädilet (* 2002), kasachischer Fußballspieler
- Sadygow, Ilja Tufanowitsch (* 2000), russischer Fußballspieler
- Sadyjkowa, Sara Garif kysy (1906–1986), sowjetisch-tatarische Sängerin und Komponistin
- Sadykov, Igor (* 1967), usbekisch-sowjetischer Gewichtheber
- Sadykow, Abid Sadykowitsch (1913–1987), usbekischer Chemiker, Akademiepräsident und Politiker
- Sadykowa, Machmuda Chissajewna (1919–1985), sowjetische Historikerin und Archäologin
- Sadyqow, Saghdat (* 1973), kirgisisch-kasachischer Judoka
- Sadyrbek, Mahabat, kirgisisch-deutsche Sprachwissenschaftlerin, Juristin, Autorin und Übersetzerin
- Sadyrin, Pawel Fjodorowitsch (1942–2001), russischer Fußballspieler und -manager

### Sadz
- Šadžius, Rimantas (* 1960), litauischer Politiker, ehemaliger litauischer Finanzminister und VizeministerRimantas Šadžius (* 1960)

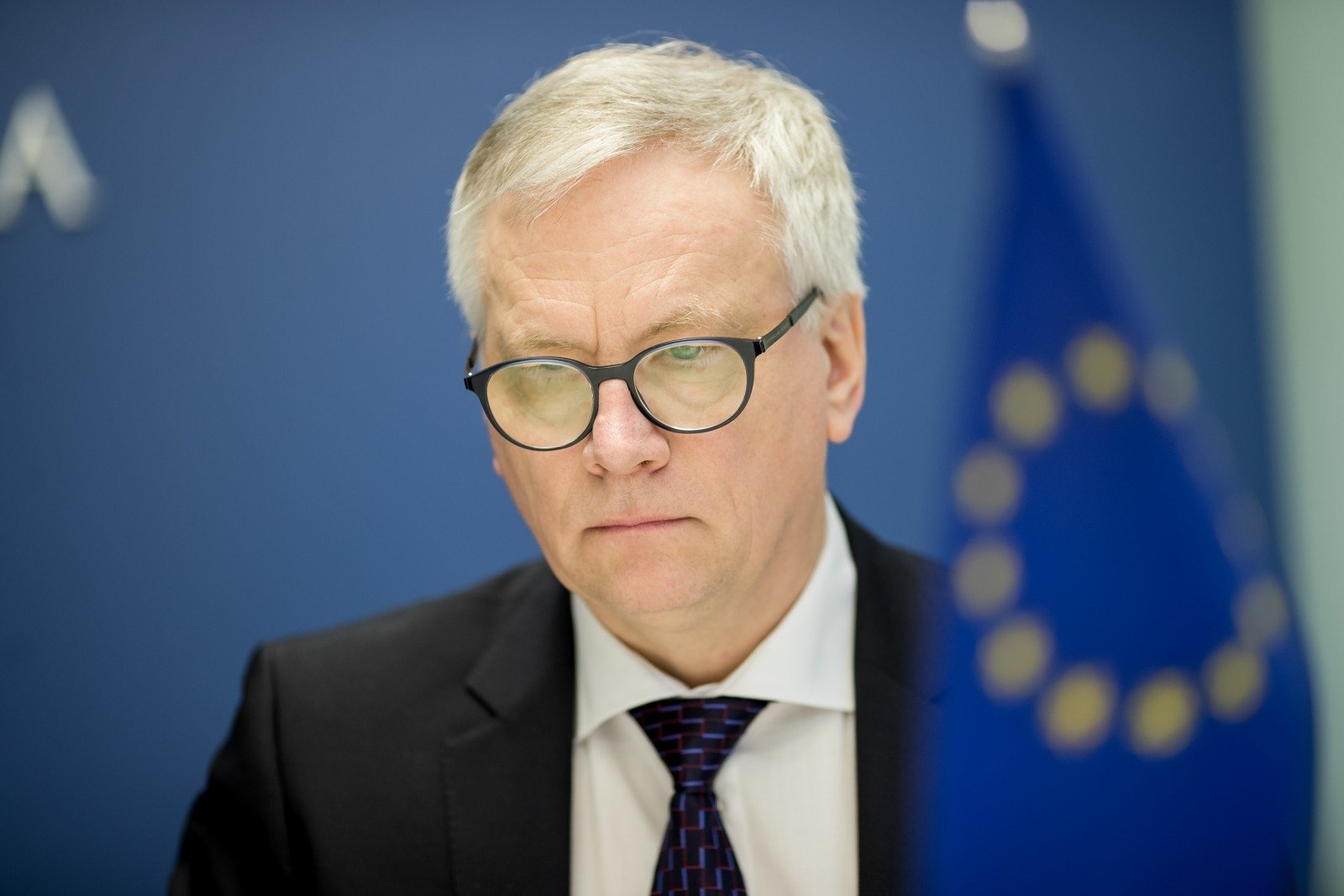
Rimantas Šadžius (* 1960)